# Asociación Nacional de Transporte Privado
La Asociación Nacional de Transporte Privado (ANTP) es una asociación mexicana que agrupa y representa a empresas que producen carga y cuentan con flota propia o que son proveedores de servicios de transferencia (transporte) de mercancías, que busca contribuir al desarrollo integral de los sistemas de transporte de carga y su entorno, para que sean competitivos y sostenibles. Fue fundada el 24 de noviembre de 1995. Actualmente, su presidente es Alex Theissen Long.

## Historia
Surgió en la década de los noventa por la necesidad de representar a los usuarios del transporte de carga en México. La ANTP ha reunido a los diferentes actores involucrados en la generación de carga en el país y su movilidad en los diferentes modos de transporte.
Con su creación, siete empresas tenían transporte de mercancías, basado en el cumplimiento de la normativa. Se generaron las empresas fundadoras propuestas para trabajar bajo cuatro pilares fundamentales que rigen el accionar de la Asociación, los cuales son:
- Seguridad vial
- Conservación del medio ambiente
- Competitividad
- Cuidado de la infraestructura

Con el tiempo, la asociación ha sumado como pilares la Productividad y Movilidad, consolidándose así como una Asociación que ha logrado reunir a más de 130 empresas relacionadas con el transporte de carga, algunas de las cuales son: Grupo Bimbo, FEMSA, Cummins, CEMEX, Kenworth, Sigma Alimentos, Freightliner, Solistica, Fábrica de Jabón la Corona, Grupo Model, Jumex, Scania, Ritchie Bros, TIP, HINO entre otros.

## Eventos
La ANTP realiza eventos enfocados a la seguridad vial y el transporte de mercancías en general, en los que participan autoridades de los tres niveles de gobierno, instituciones, gestores, expertos y empresas especializadas en transporte de mercancías. 
Los eventos son:
- Foro Nacional del Transporte de Mercancías[4]
- Congreso Nacional en Seguridad Vial[11]
- Premio Nacional de Seguridad Vial (PNSV)[12]

ANTP ha estado otorgando el Premio Nacional de Seguridad vial durante 22 años para promover empresas que tengan altos niveles de seguridad en el campo del transporte.

## Organización
La Asociación está conformada por las áreas de Contraloría, Legal y Normativa, Logística y Distribución, Mercadeo y Comunicación, todas ellas lideradas por la Dirección General y la Junta Directiva.

## Presidentes
- Francisco Javier Gómez Díaz (1995-1996)[9]
- Manuel Orozco Gabita (1996-1999)
- Víctor Mejía (1999-2002)
- Francisco Altamirano (2002-2014)
- Alex Theissen Long (2014-presente)[14]